# Protopsammotopa norvegica
Protopsammotopa norvegica är en kräftdjursart som beskrevs av Geddes 1968. Enligt Catalogue of Life ingår Protopsammotopa norvegica i släktet Protopsammotopa och familjen Diosaccidae, men enligt Dyntaxa är tillhörigheten istället släktet Protopsammotopa och familjen Miraciidae. Arten är reproducerande i Sverige. Inga underarter finns listade i Catalogue of Life.